# Charles Wykeham Martin
Charles Wykeham-Martin (11 septembre 1801-30 octobre 1870) est un homme politique du Parti conservateur anglais qui siège à la Chambre des communes pendant trois périodes entre 1841 et 1870.

## Biographie
Martin est né Charles Wykeham, fils de Fiennes Wykeham de Leeds Castle Maidstone et de sa femme Eliza Bignell, fille de R. Bignell. Il fait ses études au Collège d'Eton et au Balliol College d'Oxford. En 1821, son père prend le nom supplémentaire de Martin. Il est membre de la Royal Society of Antiquaries, membre correspondant de l'Académie d'Archéologie de Belgique et membre de la Royal Statistical Society. Il est également lieutenant-colonel du 3e bataillon des Volontaires du Kent et lieutenant adjoint et juge de paix pour le Kent et pour le Hampshire.
Martin se présente au Parlement sans succès à Newport (île de Wight) en 1837, mais est élu député de Newport en 1841. Il perd le siège à Newport en 1852 et se présente sans succès à Maidstone en 1853. Il est élu député de West Kent lors d'une élection partielle en 1857 en tant que libéral, mais perd son siège en 1859. Aux élections générales de 1865, il est de nouveau élu député de Newport et réélu en 1868 lorsque la représentation est réduite à un député. Il occupe le siège jusqu'à sa mort en 1870.
Martin est décédé à l'âge de 69 ans au château de Leeds le 30 octobre 1870.
Martin épouse d'abord en 1828, Jemima Isabella Cornwallis, fille de James Mann (5e comte Cornwallis). Elle meurt en 1836 et il épouse en deuxièmes noces en 1838, Matilda Trollope, fille de John Trollope, 6e baronnet. Son fils Philip est député de Rochester. Son deuxième fils Fiennes prend le nom de famille Cornwallis en 1859 par licence royale conformément au testament de Caroline Cornwallis (en).
Charles Wykeham Martin est le grand-père de Fiennes Cornwallis (1er baron Cornwallis).